# Jürgen Kerth

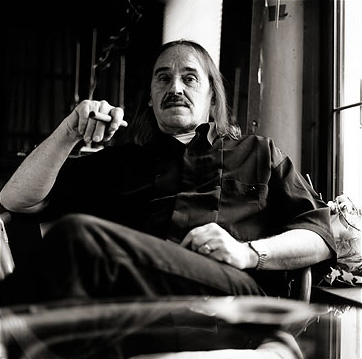
Jürgen Kerth, Erfurt 2006

Jürgen Kerth (* 19. Juli 1948 in Erfurt) ist ein deutscher Blues-Gitarrist und -Sänger.

## Leben
Jürgen Kerth absolvierte eine Ausbildung zum Feinmechaniker. Kerths Laufbahn begann 1964 mit der Schülerband Spotlights (zusammen mit Heinz-Jürgen Gottschalk), die sich auf Druck der Kulturbehörden in „Rampenlichter“ umbenennen musste und 1966 verboten wurde. Er gründete daraufhin 1967 das Rock & Blues Ensemble Kerth. Nach einer musikalischen Ausbildung in der Musikschule Erfurt gründete er 1971 das Jürgen-Kerth-Quintett bzw. die Gruppe Jürgen Kerth, aus der 1973 ein Quartett und nach dem Tod des Bassisten Roland Michi im Jahr 1979 ein Trio wurde. Virtuose Gitarren- und Gesangstechnik prägen seine bluesgefärbte Rockmusik, er spielte aber auch hervorragende jazzorientierte Instrumentals. Er spielte mehrere LPs und Singles ein, eine Auswahl ist auf dem Sampler Best of Blues enthalten. 2002 coverte Clueso sein Lied Nachts unterwegs. 2006 erschien die CD Blues-Anthologie.
Kerth engagiert sich als ehrenamtlicher Botschafter der Stiftung Kinderhospiz Mitteldeutschland Nordhausen e. V. in Tambach-Dietharz und lebt in Erfurt.
In der MDR-TV-Sendereihe Lebensläufe kam am 27. Juni 2019 das 30-minütige Musikerporträt Jürgen Kerth – Der Blues-König aus Erfurt von Tatjana Kadegge heraus.

## Auszeichnung
1999 erhielt Kerth den Kulturpreis der Stadt Erfurt.

## Band

### Aktuell (wechselnde Besetzung)

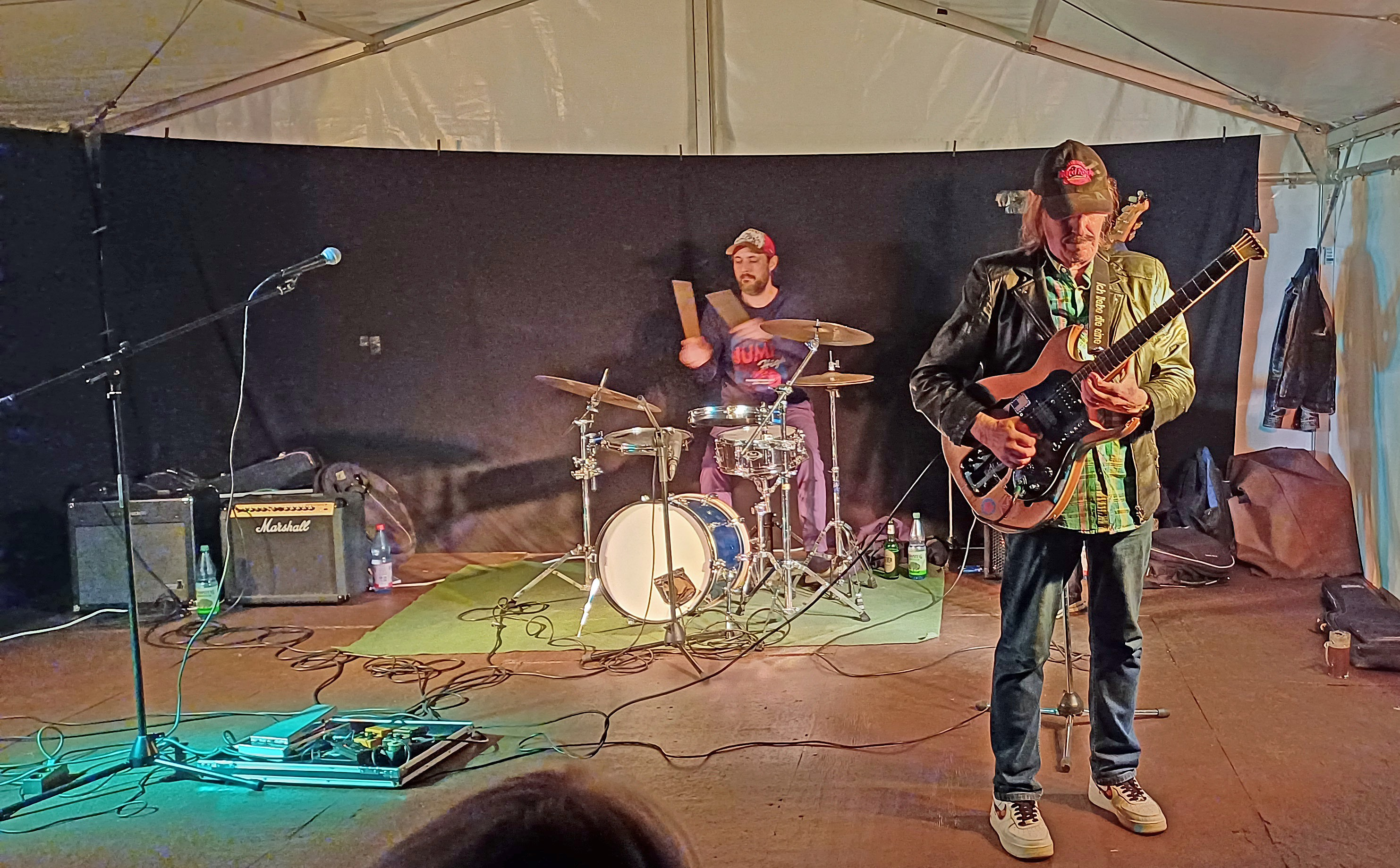
Jürgen Kerth (Gitarrist) bei einem Konzert in der Heiligen Mühle am 10.05.2025 in Erfurt

- Stefan Kerth – Bass
- Daniel Bätge – Bass
- Jürgen Feuerbach – Bass
- Lothar Wilke – Keyboard
- Matthias Bätzel – Keyboard
- Alexander Bätzel – Schlagzeug
- Tony Natale – Schlagzeug
- Marco Thiermann – Schlagzeug
- Alexander Wicher – Schlagzeug

### Ehemalige Mitglieder
- Roland Michi (bis 1979) – Bass
- Artur Geidel (bis 1979) – Schlagzeug
- Bernd Hupe – Schlagzeug
- Eberhard Meyerdirks (ab 1979) – Schlagzeug
- Siegfried Heilek – Schlagzeug
- Christoph Kerth – Schlagzeug (1990–1993)

## Diskografie

### Singles
- 1973: Marie / Sie war mein Dämon
- 1975: Martha / Dein Zug fährt ab
- 1977: … und sie ist glücklich dazu / Yo-Yo

### Alben
- 1978: Gruppe Jürgen Kerth – Amiga
- 1980: Komm herein – Amiga
- 1982: Gloriosa – Amiga
- 1991: Rock aus Deutschland, Vol. 8: Jürgen Kerth – Deutsche Schallplatten GmbH Berlin
- 2000: The Best of Blues – Sony BMG
- 2006: Ich liebe die Eine – Amiga/Sony BMG
- Dass dir einer hilft – Eigenverlag
- Made for U.S.A. (in englischer Sprache) – Eigenverlag
- Come on, lasst uns uns’re Wunden lecken – Eigenverlag